# Saint Jérôme dans son cabinet
Saint Jérôme dans son cabinet  est une peinture à l'huile sur bois (151 × 178 cm) réalisée par le peintre napolitain Colantonio vers 1445-1446. Le panneau faisait autrefois partie d'un polyptyque pour la basilique San Lorenzo Maggiore qui fut démembré, conservée depuis 1808 au musée de Capodimonte à Naples. 

## Histoire
Colantonio travaille à Naples entre 1440 et 1470 environ, et vit à la fois pendant le règne du roi René d'Anjou (1438-1442), admirateur cultivé de la peinture flamande et de l'art bourguignon et provençal, et celui d'Alphonse V (à partir de 1444), lié aux autres territoires de la couronne d'Aragon, notamment la Catalogne, elle-même inspirée des traditions flamandes.
Les différences entre ces deux moments d'influence franco-flamande sont clairement visibles dans les deux panneaux principaux du retable de la tribune de l'église franciscaine de San Lorenzo, peints entre 1444 et 1446 environ, à des époques différentes, et complétés plus tard par Antonello de Messine avec les panneaux latéraux des Bienheureux Franciscains. Ce polyptyque était complété par deux piliers latéraux portant des bénédictions franciscaines.
L'identification de Colantonio a été rendue possible au début du XXe siècle grâce à une lettre adressée en 1524 par l'humaniste Pietro Summonte au collectionneur vénitien Marcantonio Michiel, dans laquelle le panneau est cité comme un chef-d'œuvre du maître.
Le tableau est entré dans les collections du musée de Capodimonte après la suppression des ordres monastiques en 1808.

## Sujet
Le thème général du retable est la célébration de la pensée franciscaine, dont saint Jérôme avait été à l'origine, selon les théories de saint Bernardin de Sienne, l'un des inspirateurs.
Saint Jérôme est traditionnellement représenté dans son cabinet, tandis qu'il retire une épine, qui tourmentait l'animal, de la patte d'un lion, avec un petit couteau, un épisode marquant de son hagiographie, qui s'est cependant produit en plein désert. Selon la légende, la bête serait alors devenue son fidèle compagnon.

## Description et style

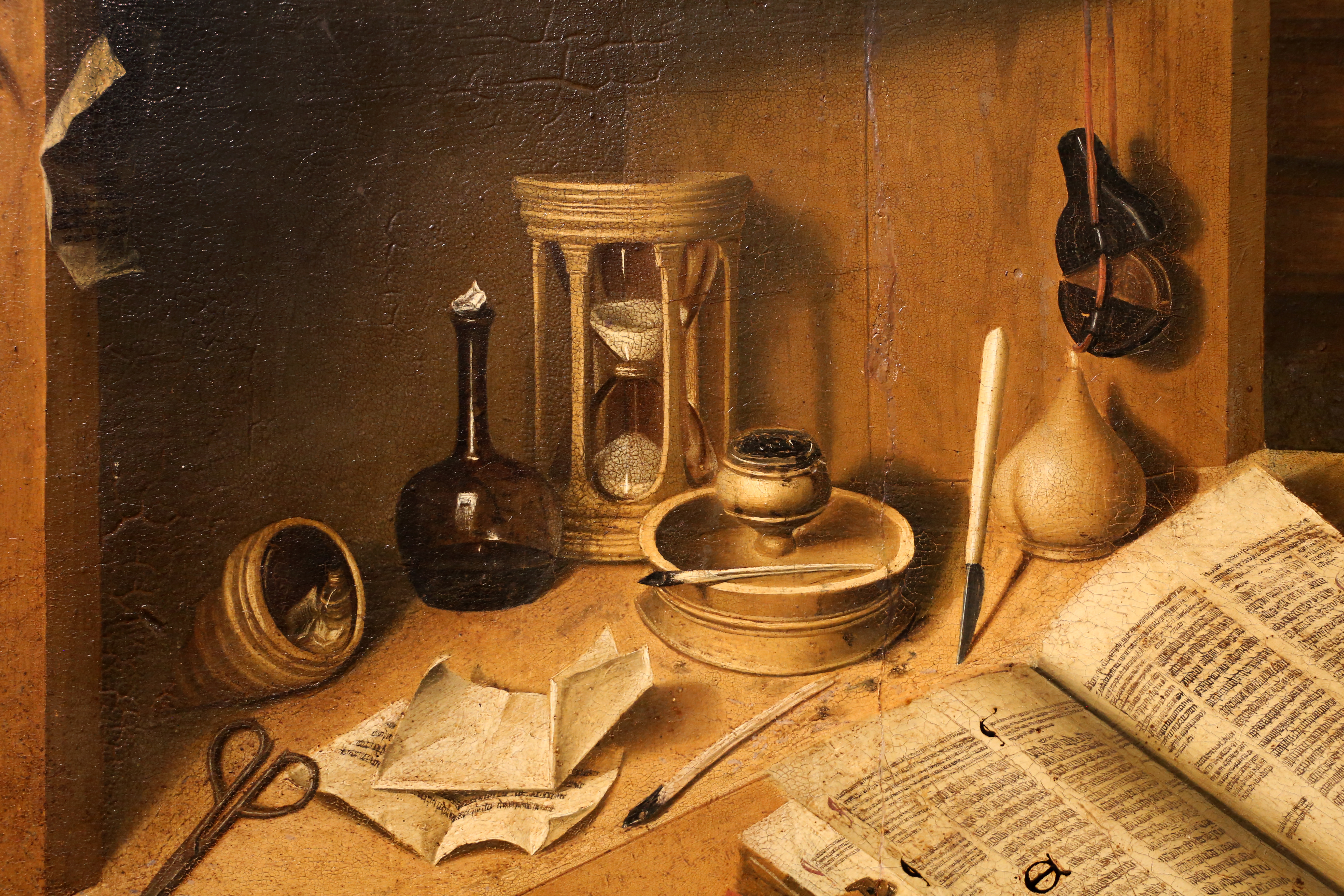
Détail.

Saint Jérôme est identifié comme saint par son auréole et comme cardinal par son galero posé sur un coffre en bas à gauche. Il est vêtu d'un habit de franciscain, bien qu'il ait vécu entre le IVe et le Ve siècle de notre ère, en référence à l'ordre mendiant qui s'est établi à Naples en 1234, dans l'église San Lorenzo.
La salle est remplie d'objets qui témoignent de l'immensité des intérêts culturels du saint-cardinal à qui l'on doit la Vulgate. L'un des aspects les plus intéressants du tableau est la saisissante « nature morte » composée de livres et d'autres objets qui remplissent les étagères, montrant des références à  la peinture flamande. Colantonio a dépeint chaque objet avec mimétisme, jusqu'à la souris qui ronge un morceau de papier. 
Cette peinture en particulier révèle l'influence des mœurs de la cour de René d'Anjou et de peintres comme Barthélemy d'Eyck, qui travaillait à la cour de Naples, comme en témoigne l'attention portée au rendu des volumes et à la profondeur spatiale réaliste, bien que la perspective soit encore dénuée de point de fuite central.
Dans le panneau de Saint François donnant la règle de l'ordre, bien que réalisé un ou deux ans plus tard, les différentes influences liées à la nouvelle cour aragonaise et à la présence d'artistes catalans sont déjà visibles.

## Exposition
Cette peinture est exposée dans le cadre de l'exposition Naples à Paris. Le Louvre invite le musée de Capodimonte au musée du Louvre du 7 juin 2023 au 8 janvier 2024.